# Ruta V del metro de Nova York
La Ruta V Sixth Avenue Local és un servei de ferrocarril metropolità subterrani del Metro de Nova York, als Estats Units d'Amèrica. El servei V opera només els dies laborables des de les 6:30 fins a mitjanit enllaçant les estacions de Forest Hills-71st Avenue i Lower East Side-Second Avenue efectuant totes les parades de la ruta.
A diferència d'altres metros, cada servei no correspon a una única línia, sinó que un servei pot circular per diverses línies de ferrocarril. El servei V utilitza les següents línies:
| Ruta V del Metro de Nova York | Línia                 | <<                | >>                            | Vies  | Temps                 |
| ----------------------------- | --------------------- | ----------------- | ----------------------------- | ----- | --------------------- |
| Ruta V del Metro de Nova York | Queens Boulevard Line | 71st Avenue       | Queens Plaza                  | local | només dies laborables |
| Ruta V del Metro de Nova York | Queens Boulevard Line | Queens Plaza      | Fifth Avenue-53rd Street      | N/A   | només dies laborables |
| Ruta V del Metro de Nova York | Sixth Avenue Line     | 47th-50th Streets | Lower East Side-Second Avenue | local | només dies laborables |